# Matt Bennett
Matthew 'Matt' Bennett (New York, 13 november 1991) is een Amerikaanse acteur. Hij speelde onder andere Robbie Shapiro in de komedieserie Victorious en had een hoofdrol in de film The Virginity Hit. Hij werd in 2011 genomineerd voor een 'Nickelodeon's Kids Choice Award' (GB) in de categorie Funniest Nick Person Great-Brittain.

## Carrière
Bennett verscheen in verschillende televisiespotjes voor hij een rol kreeg als Greg in de pilotaflevering van de Comedy Central-sketch Michael & Michael Have Issues. Hij speelde in en schreef mee aan de korte film Text Me in 2010.
In 2011 verscheen hij als de oudste stiefzoon van Helen Harris in Bridesmaids. Hij had één zin tekst.
In 2015 had hij een gastrol in Ariana Grandes muziekvideo One Last Time.
In 2018 had hij een gastrol in Ariana Grandes muziekvideo Thank u, next.